# Irnerio Bertuzzi
Irnerio Bertuzzi (Rimini, 9 ottobre 1919 – Bascapè, 27 ottobre 1962) è stato un militare e aviatore italiano, che fu un pluridecorato pilota della Regia Aeronautica, e poi dell'Aeronautica Nazionale Repubblicana, specialità aerosiluranti, durante la seconda guerra mondiale. Insignito di tre Medaglie d'argento e una di bronzo al valor militare, e della Croce di Ferro di I e II classe tedesche. Successivamente divenne il pilota di fiducia del presidente dell'Ente Nazionale Idrocarburi, l'ingegner Enrico Mattei, e morì nell'esplosione in volo dove persero la vita anche Mattei e il giornalista statunitense William McHale, a Bascapè, il 27 ottobre 1962.

## Biografia
Nacque a Rimini il 9 ottobre 1919, dopo aver conseguito il diploma presso l'Istituto Tecnico "Valturio" nel 1937 entrò volontario presso la Regia Accademia Aeronautica di Caserta, Corso Sparviero, da cui uscì con il grado di sottotenente pilota nel 1940. Assegnato al 32º Stormo Bombardamento Terrestre, equipaggiato con velivoli Savoia-Marchetti S.79 Sparviero compì numerose azioni belliche tanto da venire decorato con due Medaglie d'argento e una di bronzo al valor militare e ottenere la promozione sul campo a capitano. Mentre prestava servizio nei reparti da bombardamento fu uno dei pochi piloti della Regia Aeronautica a seguire un corso di navigazione strumentale in Germania. Dopo aver svolto attività di istruttore, in seguito al passaggio dello Stormo dalla specialità bombardamento a quella aerosiluranti rientrò in servizio attivo nel novembre 1942, assegnato alla base di Milis,  nei pressi di Oristano. Lo stormo, allora equipaggiato con i trimotori Savoia-Marchetti S.M.84, eseguì azioni di contrasto ai convogli alleati in transito nel Mediterraneo occidentale. In questo periodo fu citato per quattro volte nel Bollettino di guerra del Comando Supremo. Tra il marzo e l'agosto 1943 svolse funzioni di comandante della 228ª Squadriglia, 89º Gruppo Autonomo Aerosiluranti Aeronautica della Sardegna.
Dopo la firma dell'armistizio dell'8 settembre 1943 aderì alla RSI entrando nella neocostituita Aeronautica Nazionale Repubblicana.  Assegnato come comandante della 2ª Squadriglia, al Gruppo Aerosiluranti "Buscaglia-Faggioni" equipaggiato con velivoli S.79 di varia provenienza, di stanza sull'aeroporto di Perugia-Sant'Egidio entrò in azione l'8 marzo 1944 per contrastare lo sbarco alleato di Anzio. Il 6 aprile 13 S.79 decollarono dall'aeroporto di Lonate Pozzolo per attaccare navi alleate nel Tirreno. Gli aerosiluranti furono intercettati sulla verticale del passo della Futa da caccia Republic P-47 Thunderbolt dell'U.S.A.A.F. che abbatterono quattro aerosiluranti, danneggiando tutti gli altri. Il 10 aprile il reparto rientrò in azione attaccando navi alleate al largo di Nettuno con quattro S.79. La contraerea alleata abbatte tre aerosiluranti, tra cui quello del comandante del reparto, capitano Carlo Faggioni, mentre egli riuscì a rientrare alla base dopo aver attaccato un piroscafo. Agli ordini del capitano Marino Marini il reparto si riformò subito, e nella notte del 4 giugno attaccò con 10 aerei la rada di Gibilterra.  Andò perso un solo velivolo che ammarò nelle vicinanze di Barcellona. Dopo un ciclo operativo nel Mediterraneo centrale e in Egeo, compiuto nel corso dell'estate del 1944, gli S.79 non rientrarono più in azione, e il reparto fu sciolto.  Dopo la resa dell'aprile 1945, e la conseguente fine della seconda guerra mondiale, egli fu sottoposto a precedimento di epurazione e radiato dal personale della neocostituita Aeronautica Militare.
Riabilitato dal Tribunale militare di Milano il 2 dicembre 1948, non gli fu riconosciuta la promozione a capitano e non rientrò più in servizio attivo.

### Pilota personale di Mattei
Nel primo dopoguerra svolse precari lavori,  ma nel 1949 fu assunto come pilota civile presso la compagnia Alitalia effettuando voli in Sudamerica con velivoli Douglas DC-6. Nel 1957 conobbe il presidente dell'Ente Nazionale Idrocarburi Enrico Mattei che, nel 1958, volle assumerlo come comandante della flotta aziendale. Il presidente Mattei, ex capo partigiano membro del CLN, si fidava ciecamente dell'ex repubblichino Bertuzzi che arriva a totalizzare 11 236 ore di volo di cui 625 sui Morane-Saulnier MS-760 Paris della Snam.
Si trova ai comandi del bireattore MS-760 Paris matricola I–SNAP di Mattei quando questo precipitò per esplosione in un filare di pioppi nei pressi di Bascapè il 27 ottobre 1962. L'aereo era decollato da Catania alle ore 16:57 e doveva atterrare a Linate, Milano. Nell'esplosione Bertuzzi trovò la morte insieme a Mattei ed al giornalista americano William McHale.
A quattro mesi dall'accaduto, la prima inchiesta viene archiviata imputando la responsabilità del disastro alle condizioni psicofisiche del pilota ed a problemi tecnici.
Nel 2003 le indagini del sostituto pubblico ministero di Pavia, Vincenzo Calia, appurano che la caduta dell'aereo è stata determinata dall'esplosione nella cabina di pilotaggio di una carica di circa 100 grammi di Comp B, sita probabilmente dietro il pannello degli strumenti, in corrispondenza dei comandi del carrello d'atterraggio. I mandanti, a oggi, restano ignoti.
La sua salma riposa presso il Sacrario dell'Aeronautica Militare presso il cimitero del Verano, Roma. Con delibera di Giunta n. 2043 del 26 novembre 1995 il Comune di Rimini intitolava alla memoria del Capitano Pilota Irnerio Bertuzzi un ampio piazzale in Borgo Mazzini, inaugurato il 3 luglio 1996.

### Annotazioni
1. ↑  La seconda Medaglia d'argento gli fu appuntata sul petto personalmente dal Capo di stato maggiore della Regia Aeronautica, generale Francesco Pricolo.
2. ↑  Oltre ad un piccolo gruppo di velivoli nuovi di fabbrica, erano stati radunati anche aerei provenienti da vari campi di volo della Germania, e anche dalla Flieger Torpedo Schule di Falster, in Danimarca.
3. ↑  Si trattava dei velivoli pilotati da Faggioni, Sponza, Valerio e Bertuzzi.
4. ↑  Due dei bombardieri, però, atterrarono in territorio spagnolo venendo internati. Gli equipaggi furono rimpatriati in Italia.
5. ↑  Durante il suo servizio nell'A.N.R. fu decorato con una Medaglia d'argento al valor militare, conferitagli personalmente dal generale Arrigo Tessari, e con la Croce di Ferro di I e II tedesche.
6. ↑  Fu nuovamente promosso capitano per anzianità di servizio il 31 gennaio 1947, concludendo la sua carriera come maggiore il 16 gennaio 1959.
7. ↑  Poco tempo prima della partenza per l'ultimo volo aveva comunicato a Mattei l'intenzione di lasciare il lavoro per andare a dirigere una nuova società, l'Alis.

### Fonti
1. 1 2  Rossi 2011, p. 6.
2. 1 2 3 4 5 6  Viola 2009, p. 8.
3. 1 2 3  Ufficio Storico dell'Aeronautica Militare 1977, p. 102.
4. 1 2 3 4  Rossi 2011, p. 7.
5. ↑  Ufficio Storico dell'Aeronautica Militare 1977, p. 103.
6. 1 2 3 4 5  Viola 2009, p. 10.
7. 1 2  Rossi 2011, p. 8.
8. 1 2 3 4 5  Viola 2009, p. 11.
9. 1 2  Rossi 2011, p. 9.
10. 1 2 3 4  Viola 2009, p. 12.
11. ↑  Il Sacrario dell'Aeronautica Militare, p. 19.